# El Canario
El Canario är en ort i Mexiko.   Den ligger i kommunen Yuriria och delstaten Guanajuato, i den centrala delen av landet, 240 km väster om huvudstaden Mexico City. El Canario ligger 1 874 meter över havet och antalet invånare är 1 157.
Terrängen runt El Canario är kuperad åt sydväst, men åt nordost är den platt. Runt El Canario är det ganska tätbefolkat, med 214 invånare per kvadratkilometer. Närmaste större samhälle är Uriangato, 16,0 km öster om El Canario. I omgivningarna runt El Canario växer huvudsakligen savannskog.